# Sabira Bekisheva
Sabira Bekisheva, född 21 februari 1998, är en volleybollspelare (libero). Hon spelar med Kazakstans landslag och med klubblaget Kuanysj VK. Med klubblaget vann hon Asian Women's Club Volleyball Championship 2022, där hon själv utsågs till bästa libero.